# Asfixiofilia
Asfixiofilia ou asfixia erótica é a restrição intencional de oxigênio ao cérebro para fins de excitação sexual. O termo asfixia autoerótica é utilizado quando uma pessoa realiza esse ato a si mesma. Dentro da comunidade BDSM essa prática é conhecida como breath play ou breath control.
Para explicar o motivo pelo qual algumas pessoas são adeptas dessa prática sexual, um psicólogo social afirmou que "as artérias carótidas (em ambos os lados do pescoço) transportam sangue rico em oxigênio do coração para o cérebro. Quando estas são comprimidas, como no estrangulamento ou enforcamento, a súbita perda de oxigênio no cérebro e o acúmulo de dióxido de carbono pode aumentar sentimentos de vertigem, tontura e prazer".

## Morte acidental
As mortes geralmente ocorrem quando a perda de consciência causada por asfixia parcial leva à perda de controle sobre o estrangulamento, resultando em asfixia contínua e morte. Embora muitas vezes a asfixofilia seja incorporada ao sexo com um parceiro ou parceira, algumas pessoas desfrutam desse comportamento sozinhas durante a masturbação, tornando potencialmente mais difícil de sair de situações perigosas.
Em casos de fatalidade, o corpo do indivíduo que praticou a asfixofilia é descoberto nu ou com a genitália na mão, com material pornográfico ou brinquedos sexuais presentes, ou com evidência de ter tido o orgasmo antes da morte. A grande maioria das vítimas de mortes acidentais por asfixia erótica são homens.

### Casos famosos
- David Carradine, ator de Kill Bill.[7]
- Kevin Gilbert, músico estadunidense.[8]
- Kristian Digby, repórter da BBC.[9]